# Arrondissement Auxerre
Auxerre is een arrondissement van het Franse departement Yonne in de regio Bourgogne-Franche-Comté. De onderprefectuur is Auxerre.

## Kantons
Het arrondissement was tot 2014 samengesteld uit de volgende kantons:
- Kanton Aillant-sur-Tholon
- Kanton Auxerre-Est
- Kanton Auxerre-Nord
- Kanton Auxerre-Nord-Ouest
- Kanton Auxerre-Sud
- Kanton Auxerre-Sud-Ouest
- Kanton Bléneau
- Kanton Brienon-sur-Armançon
- Kanton Chablis
- Kanton Charny
- Kanton Coulanges-la-Vineuse
- Kanton Coulanges-sur-Yonne
- Kanton Courson-les-Carrières
- Kanton Joigny
- Kanton Ligny-le-Châtel
- Kanton Migennes
- Kanton Saint-Fargeau
- Kanton Saint-Florentin
- Kanton Saint-Sauveur-en-Puisaye
- Kanton Seignelay
- Kanton Toucy
- Kanton Vermenton

Na de herindeling van de kantons bij decreet van 13 februari 2014 met uitwerking op 22 maart 2015 omvat het volgende kantons:
- Kanton Auxerre-1
- Kanton Auxerre-2
- Kanton Auxerre-3
- Kanton Auxerre-4
- Kanton Brienon-sur-Armançon (deel 7/34)
- Kanton Chablis (deel 23/58)
- Kanton Charny Orée de Puisaye (deel 14/17)
- Kanton Coeur de Puisaye
- Kanton Joigny
- Kanton Joux-la-Ville (deel 19/42)
- Kanton Migennes
- Kanton Saint-Florentin (deel 14/22)
- Kanton Vincelles